# Đậu mèo rừng
Móc mèo hay mắc mèo, đậu mèo rừng, dây sắn, đậu ngứa, ma niêu, đậu mèo lông bạc (danh pháp: Mucuna pruriens) là loài thực vật có hoa trong họ Đậu được tìm thấy ở Ấn Độ, châu Phi và vùng Caribe. Loài này được (L.) DC. miêu tả khoa học đầu tiên.

## Phân loài
- Mucuna pruriens ssp. deeringiana (Bort) Hanelt
- Mucuna pruriens ssp. pruriens[2]

## Hình ảnh

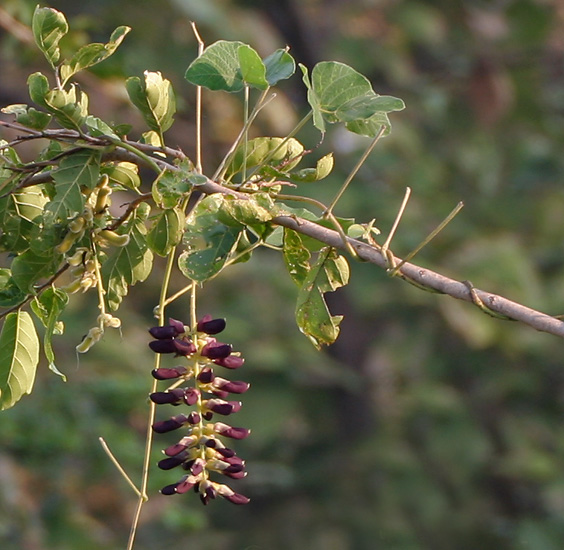
Đậu mèo rừng ở Ấn Độ Ấn Độ
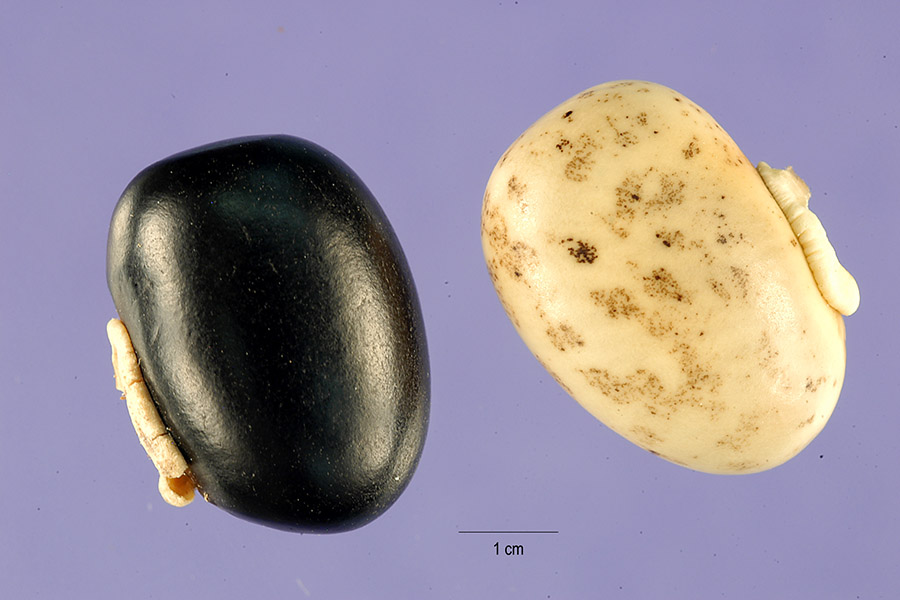
Hạt đậu mèo rừng có hai màu
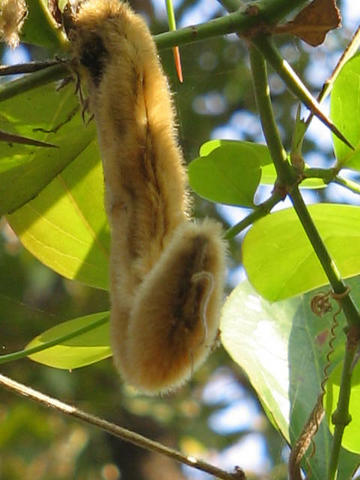
Quả đậu mèo rừng